# Ракетный удар по гуманитарной колонне в Запорожье
Ракетный удар по гуманитарной колонне в Запорожье был нанесён 30 сентября 2022 года в 7:10 по местному времени вооружёнными силами России. К 8 октября было известно о 118 пострадавших взрослых и детях, среди которых 32 человека погибли..
Обстрел произошел в тот же день, когда Россия объявила об аннексии оккупированных территорий Украины, в частности, Запорожской области.

## Ход событий
Российские войска выпустили 16 ракет из зенитно-ракетного комплекса С-300 по окраинам контролируемого Украиной Запорожья — административного центра Запорожской области. Четыре ракеты попали в район авторынка к юго-востоку от Запорожья.
Российская военная администрация Запорожской области на тот момент разрешала въезд с территории, подконтрольной Украине, не более 150 машин в день и только через единственный контрольно-пропускной пункт в Васильевке. Удар произошёл в районе авторынка города Запорожье, где происходила регистрация и формирование гуманитарной колонны для поездки к родственникам на оккупированную территорию. На момент ракетного удара там в два ряда стояли 60 машин.
Глава Запорожской области Александр Старух 8 октября сообщил в Телеграме, что в этот день в больнице скончался пострадавший, увеличив число погибших до тридцати двух.

## Реакция
Запорожская областная прокуратура возбудила уголовное дело по факту нарушения законов и обычаев ведения войны и умышленного убийства. Украинские власти Запорожской области объявили 1 октября днём траура. Президент Украины Владимир Зеленский прокомментировал нападение, назвав Россию «государством-террористом».
Представитель оккупационных властей Запорожской области Владимир Рогов отрицал вину российских военных и утверждал, что «террористический акт» якобы совершили украинские военные.
Международная правозащитная организация Amnesty International указала, что предумышленные удары по гуманитарным миссиям являются военным преступлением, и отметила, что «нанесение удара по гуманитарной колонне является ещё одним доказательством полного пренебрежения Россией жизнью мирных жителей в Украине».